# Copa Pachuca 1999
La Copa Pachuca 1999, también llamada Torneo Cuna del fútbol, fue una de las primeras ediciones del torneo organizado por Grupo Pachuca, con fines de preparar a los equipos de cara a la temporada regular de la Primera División de México. Contó con la participación del Club de Fútbol Pachuca, Club Universidad Nacional, Monarcas Morelia y Club Deportivo Guadalajara.

## Participantes
- Pachuca
- Pumas UNAM
- Morelia
- Guadalajara

## Tabla de posiciones
| Equipo                     | PJ | G | E | P | GF | GC |
| -------------------------- | -- | - | - | - | -- | -- |
| Club Deportivo Guadalajara | 2  | 2 | 0 | 0 | 3  | 0  |
| Pumas UNAM                 | 2  | 1 | 0 | 1 | 3  | 2  |
| Monarcas Morelia           | 2  | 1 | 0 | 1 | 2  | 3  |
| C.F. Pachuca               | 2  | 0 | 0 | 2 | 0  | 3  |

## Fase final
|  | Semifinales                  | Semifinales                  |         |             | Final                        | Final                        |  |
|  | 8 de enero - Estadio Hidalgo | 8 de enero - Estadio Hidalgo |         |             | 9 de enero - Estadio Hidalgo | 9 de enero - Estadio Hidalgo |  |
|  |                              |                              |         |             |                              |                              |  |
|  |                              |                              |         |             |                              |                              |  |
|  | Pachuca                      | 0                            |         |             |                              |                              |  |
|  | Pachuca                      | 0                            |         |             |                              |                              |  |
|  | Guadalajara                  | 1                            |         |             |                              |                              |  |
|  | Guadalajara                  | 1                            |         | Guadalajara | 2                            |                              |  |
|  |                              |                              |         | Guadalajara | 2                            |                              |  |
|  |                              |                              | Morelia | 0           |                              |                              |  |
|  | Morelia                      | 2                            | Morelia | 0           |                              |                              |  |
|  | Morelia                      | 2                            |         |             |                              |                              |  |
|  | UNAM                         | 1                            |         |             | Tercer lugar                 | Tercer lugar                 |  |
|  | UNAM                         | 1                            |         |             | Tercer lugar                 | Tercer lugar                 |  |
|  |                              |                              |         |             |                              |                              |  |
|  |                              |                              |         |             | C.F. Pachuca                 | 0                            |  |
|  |                              |                              |         |             | C.F. Pachuca                 | 0                            |  |
|  |                              |                              |         |             | UNAM                         | 2                            |  |
|  |                              |                              |         |             | UNAM                         | 2                            |  |
|  |                              |                              |         |             |                              |                              |  |

## Campeón
|                                 |
| Campeón Guadalajara 1.er Título |